# La Revue indépendante (1841-1848)
La Revue indépendante fu una rivista politica e letteraria di tendenza socialista pubblicata con periodicità quindicinale dal 1841 al 1848.

## Storia
La rivista fu fondata nel 1841 dal pensatore socialista Pierre Leroux, dal critico d'arte Louis Viardot e dalla scrittrice George Sand. Il successo fu immediato. La Sand pubblicò in questa rivista a puntate alcuni dei più noti romanzi "socialisti", il più noto dei quali è Consuelo  apparso a puntate dal 1º febbraio 1842 al 25 marzo 1843. La rivista venne diretta di fatto da Louis Blanc a partire dal 1844. Cessò le pubblicazioni dopo la Seconda Repubblica francese (1848).
Una rivista differente, ma con lo stesso titolo (La Revue indépendante) e con gli stessi argomenti fu pubblicata a Parigi dal 1884 al 1895.